# Cantonul Créteil-Nord
Cantonul Créteil-Nord este un canton din arondismentul Créteil, departamentul Val-de-Marne, regiunea Île-de-France, Franța.

## Comune
| Comune                   | Populație (1999) | Cod poștal | Cod INSEE |
| ------------------------ | ---------------- | ---------- | --------- |
| Créteil, commune entière | 82.154           | 94.000     | 94.028    |